# Stachyris poliocephala
El timalí cabecigrís (Stachyris poliocephala) es una especie de ave paseriforme de la familia Timaliidae propia del sudeste asiático. 

## Distribución y hábitat
El timalí cabecigrís se encuentra en la península malaya, y las islas de Sumatra y Borneo. Su hábitat natural son los bosques húmedos tropicales. 